# Lepidomenia hystrix
Lepidomenia hystrix is een Solenogastressoort uit de familie van de Lepidomeniidae. De wetenschappelijke naam van de soort is voor het eerst geldig gepubliceerd in 1956 door Marion & Kowalevsky, 1886 non Swedmark.